# 운터테르첸역
운터테르첸역(독일어: Bahnhof Unterterzen)은 스위스 장크트갈렌주 콰르텐에 있는 기차역이다. 치겔브뤼케–자르간스 노선의 중간 정류장이다. 역은 플룸서베르크로 향하는 공중 트램웨이에 인접해 있다.

## 운행편
운터테르첸은 취리히 S-반의 S2와 장크트갈렌 S-반의 S4에서 운행된다.
- S2 : 주말 및 공휴일 취리히 공항까지 매시간 운행
- S4 : 장크트갈렌을 통한 매시간 운행(순환 운행).